# Килти, Джером
Джером Тимоти Килти (англ. Jerome Timothy Kilty, 24 июня 1922, Балтимор, Мэриленд — 6 сентября 2012, там же) — американский актёр и драматург. Он автор знаменитой пьесы «Милый лжец: комедия писем». Много работал на сцене как в США, так и за рубежом. Он родился в Балтиморе, штат Мэриленд, в семье ирландцев по отцовской линии, но вырос в индейской резервации Пала, округ Сан-Диего, Калифорния.

## Карьера
Килти написал ряд известных пьес, в том числе:
Милый лжец
«Милый лжец», полное название «Милый лжец: комедия писем» — это пьеса Килти, которая имела успех в Нью-Йорке и была основана на переписке знаменитого драматурга Джорджа Бернарда Шоу и актрисы миссис Патрик Кэмпбелл. В пьесе два актёра сражаются друг с другом в письмах, которыми обменялись Шоу и миссис Кэмпбелл.
Он был поставлен в Чикаго в 1957 году. Спектакль в Нью-Йорке стартовал 17 марта 1960 года с участием Кэтрин Корнелл и Брайана Ахерна. Впервые он был поставлен в Лондоне в 1963 году. После лондонских показов в 1964 году Килти и его жена, актриса Кавада Хамфри, совершили мировое турне.
Спектакль был поставлен на экран в 1981 году режиссёром Гордоном Ригсби с главными ролями Джейн Александр в роли миссис Патрик Кэмпбелл и Эдварда Херрманна в роли Джорджа Бернарда Шоу.
Адаптация на французском языке была написана Жаном Кокто под названием Cher menteur (Милый лжец). В фильме режиссёра Александра Тарта главные роли сыграли Эдвиж Фёйлер в роли миссис Патрик Кэмпбелл и Жан Маре в роли Джорджа Бернарда Шоу.

## Другие пьесы
Среди других его известных пьес:
- Дорогая любовь, история любви, основанная на стихах и письмах Роберта и Элизабет Барретт Браунинг ;
- Мартовские иды, посвящённые действиям и событиям, связанным с концом Римской империи ;
- Маленькая чёрная книжка, в которой адвокат влюбляется в девушку под номером 134 из своей маленькой чёрной книжки.
- Look Away — это пьеса, основанная на книге Джастина и Линды Левитт « Мэри Тодд Линкольн», действие которой происходит в сумасшедшем доме, исследующем жизнь главной героини. С Джеральдиной Пейдж в главной ролион закрылся после 24 превью и всего одного выступления, но Майя Энджелоу была номинирована на премию «Тони» за лучшую женскую роль в пьесе .

На заре американского телевидения Килти участвовал в ряде программ, включая The United States Steel Hour , Kraft Television Theater , The Alcoa Hour, Studio One и Hallmark Hall of Fame.

## Гастрольные туры
Килти и Хамфри гастролировали по миру с исполнением «Милый лжец: комедия писем», начиная с 1964 года. Они также были первым дуэтом, совершившим международное турне со спектаклем «Кто боится Вирджинии Вулф?».

## Споры в Южной Африке
Спектакль Кто боится Вирджинии Вульф? также был исполнен в Южной Африке. По настоянию драматурга Эдварда Олби Вирджиния Вулф должна была быть представлена только перед объединённой аудиторией. Спектакль открылся в Порт-Элизабет, а затем переехал в Дурбан, получив сильные отзывы (положительные и неблагоприятные) в обоих городах, с более негативным откликом в Дурбане, где один критик назвал его «грязным мусором». В менее провинциальном, более космополитическом Йоханнесбурге пресса была более ободряющей. Но люди, которые могли видеть или не видеть шоу, выразили своё возмущение в письмах правительству. В ответ Ян де Клерк — тогдашний министр внутренних дел Южной Африки — приказал приостановить спектакли в Йоханнесбурге, ожидая отчёта официального Совета цензоров, чтобы убедиться, что пьеса «не противоречит общественным интересам или добрым нравам», что фактически запретило играть спектакль.

## Личная жизнь
11 мая 1956 года он женился на актрисе Каваде Хамфри (17 июня 1919 — 11 июля 2007), которая была старше его на три года. Хамфри умерла в 2007 году в возрасте 88 лет. Килти умер 6 сентября 2012 года